# Mycterodus ionus
Mycterodus ionus är en insektsart som beskrevs av Vladimir M. Gnezdilov och Wilson 2004. Mycterodus ionus ingår i släktet Mycterodus och familjen sköldstritar. Inga underarter finns listade i Catalogue of Life.